# امتداد (موزيلا)

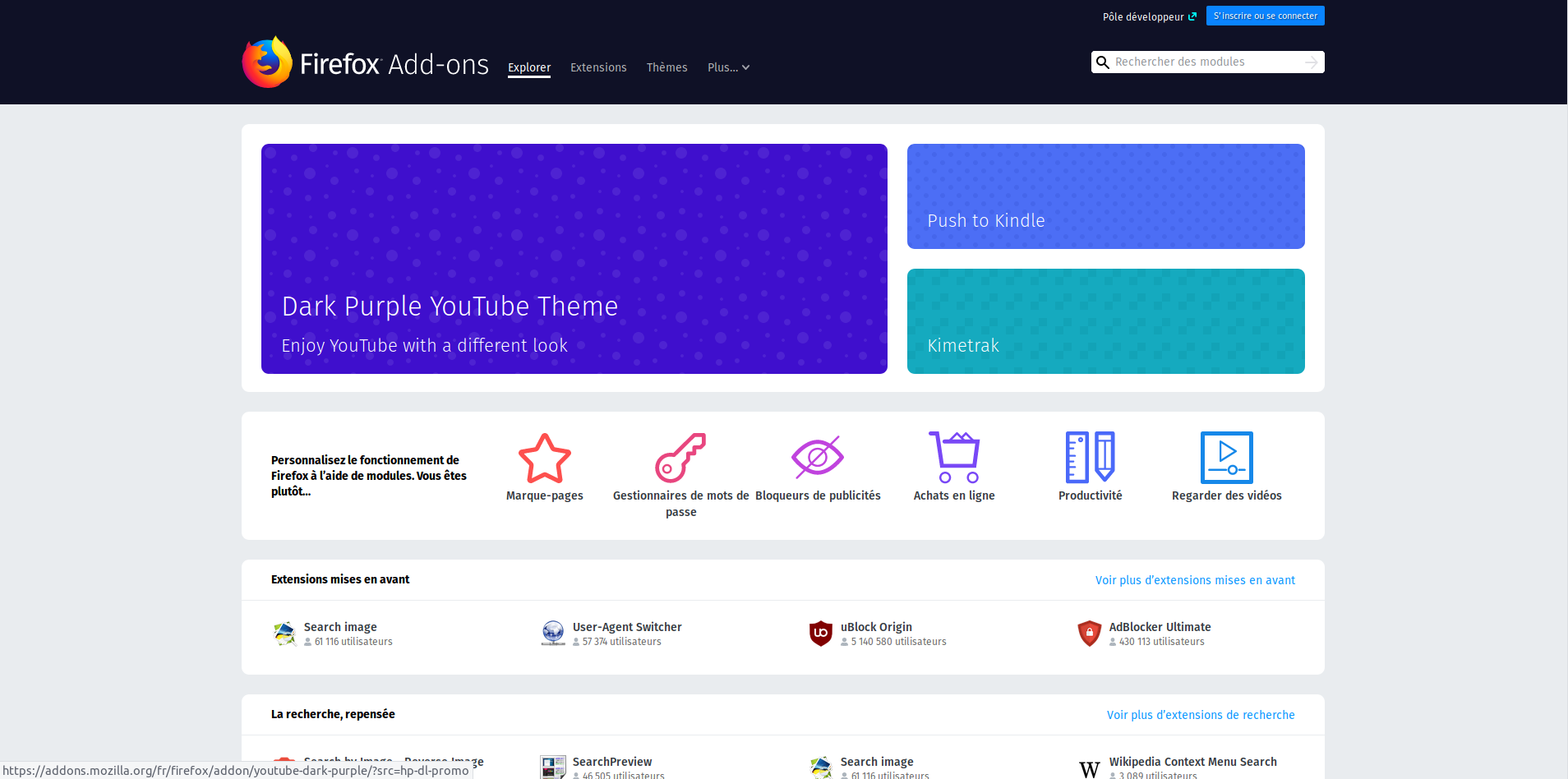
صفحة ويب لامتدادات موزيلا

الامتدادات (أيضاً تعرف بالإضافات) هي برمجيات صغيرة يمكن إلحاقها بتطبيقات مؤسسة موزيلا (و المشاريع المتوافقة مثل موزيلا فيرفكس - الإصدارة المحمولة)، توفر هذه الامتداد وظائف أو خصائص اضافية لا توجد عادة في التطبيق الأصلي. ميزة التمديدات هي أنها تضيف خصائص وقدرات جديدة للتطبيق أو تسمح للمستخدم بتعديل خصائص موجودة أصلاً بالتطبيق. أصر مطورو موزيلا على أن يكون متصفح فيرفكس صغير الحجم بهدف تقليل زحف الخصائص والأخطاء البرمجية، مع المحافظة على قدرة كبيرة للتمديد. حتي يسمح النظام للمستخدمين بإضافة الخصائص التي يفضلونها.

## الوظيفة الرئيسية للامتدادات
تتمثل وظيفة الامتدادات الرئيسية في إضافة أشرطة أدوات جديدة، أو إضافة برمجيات لتنظيم ومزامنة عرض علامات المواقع الإشارات المرجعية، أو أدوات لتصحيح الشيفرات البرمجية في صفحات الإنترنت، وأيضاً إضافة امتدادات لتسهيل تصفح مواقع معينة (خاصة مواقع الويب 2.0). العديد من امتدادات متصفح فيرفكس تطبق مزايا كانت موجودة ضمن حزمة موزيلا.

## تعديل كيفية عرض المستخدم للصفحات
العديد من الامتدادات تسمح بتغيير وتعديل طريقة إظهار المحتوى الذي تعرضه صفحة ويب معينة يحددها المستخدم. على سبيل المثال: امتداد Adblock يمنع عرض الصور التي يحددها المستخدم على أنها إعلانات. أيضاً امتداد CustomizeGοogle يسمح للمستخدم بإلغاء عرض الإعلانات التي تظهر على نتائج بحث جوجل، ويسمح للمستخدم بتعديل صفحة نتائج البحث لتشمل روابط لمحركات بحث منافسة لجوجل. هناك أيضاً امتداد Greasemonkey الذي يسمح للمستخدم بإضافة نصوص تعمل على تغيير شكل صفحة ويب أو عدة صفحات معينة محددة بالنص.

## وصلات خارجية
- موقع امتدادات فيرفكس الرسمي
- وثائق تعليمية للمطورين حول امتدادات فيرفكس